# Rio Guajará (vattendrag i Brasilien, lat -1,76, long -50,27)
Rio Guajará är ett vattendrag i Brasilien.   Det ligger i delstaten Pará, i den nordöstra delen av landet, 1 600 km norr om huvudstaden Brasília.